# The Coca-Cola Company
The Coca-Cola Company är en amerikansk multinationell dryckestillverkare vars mest kända produkt är läskedrycken Coca-Cola som säljs över hela världen.

## Historia
Det första Coca-Cola-koncentratet (Pemberton's French Wine Coca) tillverkades av apotekaren John Styth Pemberton som även var kemist, den 8 maj 1886 i Atlanta. Pemberton sålde 1887 sitt recept för 2 300 USA-dollar till Asa Griggs Candler. Redan 1895 kunde man köpa Coca-Cola i hela USA. Företaget grundades 1892. Först 1953 började drycken produceras i Sverige, vilket är ganska sent om man jämför med till exempel Tyskland som har haft drycken sedan 1929. Coca-Cola hade dock importerats till Sverige, i begränsad omfattning, åtminstone så tidigt som 1931, då drycken fanns att köpa på NK i Stockholm. Fram till 1953 var coladrycker förbjudna att tillverka i Sverige eftersom de typiskt innehåller fosforsyra och koffein. Den första svenskproducerade coladrycken som började säljas i Sverige var Afri-Cola, från Alingsås Bryggeri som sålde 2 000 flaskor redan på nyårsdagen 1953 under en handbollsmatch i Mässhallen i Göteborg.
2018 köpte Coca-Cola kaffeföretaget Costa Coffee för fem miljarder dollar.

## Coca-Cola i Sverige
Efter att drycken introducerats i Sverige framställdes den på licens av som mest sex bryggerier, bland annat av Tre Kronor i Sundbybergs stad, men antalet minskade efterhand, tills endast Pripps återstod. 1996 beslutade Coca-Cola och Pripps att bryta samarbetet, i samband med att Pripps gick samman med den norska livsmedelskoncernen Orkla. Coca-Cola valde då att bygga en egen anläggning i Jordbro, Haninge kommun. 
Målet var att fokusera på icke alkoholhaltiga drycker och bolaget Coca-Cola Drycker Sverige AB bildades. Sedan dess har produktutbudet breddats från läsk till att även innefatta vatten, sportdryck, energidryck, juice, smoothies och kaffe.
Under 2004 tillverkade Coca-Cola en egen julmust under namnet Bjäre, men man drog in denna 2008 på grund av för dålig lönsamhet. 2011 återlanserades dock Bjäre julmust på den svenska marknaden.
Sedan 1998 har Coca-Cola sitt huvudkontor och sin produktionsanläggning i Jordbro i Haninge kommun. Man tillverkar cirka 380 miljoner liter dryck varje år för den svenska marknaden och företaget har över 800 anställda. De har också regionkontor i Malmö, Göteborg och Umeå.

## Produkter
Drycker i Sverige som tillhör The Coca-Cola Company (förutom de vanliga Coca-Cola-sorterna): Fanta, Sprite, San São, Seagrams, Bonaqua, Powerade, Minute Maid, Mer och Burn. I Sverige distribueras dessa drycker av Coca-Cola European Partners som även distribuerar Monster Energy.

## Tillverkare av dryckerna
The Coca-Cola Company har i regel ingen egen tillverkning av dryckerna utan de förser externa dryckestillverkare med Coca-Cola-koncentratet. Företaget har dock ett dotterbolag vid namn Bottling Investment Group (BIG) som dels vägleder och hjälper sina externa dryckestillverkare med resurser som monetära investeringar eller andra saker de behöver, dels har möjligheten att temporärt ta över lokala dryckestillverkare ofta ligger i utvecklingsländer och där det saknar lokala krafter att driva företagen. Vissa av de externa dryckestillverkarna kan dock vara delägda av The Coca-Cola Company. 

### Nuvarande

#### Externa
Ett urval av externa dryckestillverkare:
- Arca Continental, S.A.B. de C.V.
- Aujan Coca-Cola Beverages Company
- Coca-Cola Beverages Africa
- Coca-Cola Beverages Florida, LLC
- Coca-Cola Bottlers Japan Inc.
- Coca-Cola Bottling Co. Consolidated
- Coca-Cola Bottling Company United, Inc.
- Coca-Cola Europacific Partners plc
- Coca-Cola Europacific Partners Sverige AB
- Coca-Cola Femsa, S.A.B. de C.V.
- Coca-Cola HBC AG
- Coca-Cola İçecek A.S.
- Coca-Cola of Alaska
- Hindustan Coca-Cola Beverages Pvt. Ltd
- Swire Coca-Cola, USA Bottling Company

#### Interna
- Bottling Investments Group

### Tidigare
- Coca-Cola Amatil Limited
- Coca-Cola Enterprises, Inc.
- Coca-Cola Erfrischungsgetränke
- Coca-Cola Iberian Partners

## Kritik
The Coca-Cola Company har kritiserats både för sina affärsmetoder och för hälsoeffekterna av sina produkter (se artikeln om colaläsker), bland annat för innehållet av beroendeframkallande koffein. 
Man har också bytt ut själva namnet fosforsyra i innehållsförteckningen mot beteckningen E338 som är mer neutralt och för allmänheten mer intetsägande.
Coca-Cola har också kritiserats för att använda glukossirap från majs. Kritiken baseras på en oro att majsen som används vid framställningen är genmodifierad. Vissa näringsexperter avråder från konsumtion av glukossirap då det kan leda till diabetes och övervikt i ännu större utsträckning än vanligt socker.
2003 hävdade New Delhi-baserade Centre for Science and Environment att bland annat The Coca-Cola Company-produkter innehöll bland annat höga nivåer av DDT.[källa behövs] Kemikalienivåerna var 30 gånger högre än vad EU tillåter. Upptäckten ledde till en 15-procentig nedgång av försäljningen och i delstaten Kerala förbjöds initialt försäljning och produktion av Coca-Cola. Efter detta har The Coca-Cola Company svarat att deras fabriker filtrerar vattnet för att eliminera potentiellt skadliga substanser och att produkterna testas för att inte överstiga minimikraven.[källa behövs]
Företaget har även blivit anklagat för att ha använt brunnsvatten i Plachimada, Indien för tillverkning av sina läskedrycker. Avfallsvattnet från fabriken har senare förorenat grundvattnet och förstört risfält i området.

## Samarbete med högskolor och universitet
Företaget är en av medlemmarna, benämnda Partners, i Handelshögskolan i Stockholms partnerprogram för företag som bidrar finansiellt till högskolan och nära samarbetar med den vad gäller forskning och utbildning.